# Indywidualny Puchar Mistrzów na Żużlu 1990
Indywidualny Puchar Mistrzów na Żużlu 1990 – zawody żużlowe, mające na celu wyłonienie medalistów Indywidualnego Pucharu Mistrzów  sezonie 1990. Zwyciężył Duńczyk Hans Nielsen.

## Wyniki
- Lonigo, 30 czerwca 1990

| Msc. | Zawodnik             | Kraj            | Pkt   |             |  |
| ---- | -------------------- | --------------- | ----- | ----------- |  |
| 1    | Hans Nielsen         | Dania           | 14 +3 | (3,3,3,2,3) |  |
| 2    | Zoltán Adorján       | Węgry           | 14 +2 | (3,2,3,3,3) |  |
| 3    | Simon Wigg           | Wielka Brytania | 12    | (2,3,3,1,3) |  |
| 4    | Klaus Lausch         | RFN             | 11    | (3,3,d,3,2) |  |
| 5    | Arnt Førland         | Norwegia        | 11    | (3,1,2,3,2) |  |
| 6    | Peter Karlsson       | Szwecja         | 10    | (2,0,2,3,3) |  |
| 7    | Rif Saitgariejew     | ZSRR            | 10    | (2,2,3,2,1) |  |
| 8    | Juha Moksunen        | Finlandia       | 8     | (1,3,1,1,2) |  |
| 9    | Petr Vandírek        | Czechosłowacja  | 7     | (2,1,1,2,1) |  |
| 10   | Wojciech Załuski     | Polska          | 6     | (1,2,2,1,0) |  |
| 11   | Valentino Furlanetto | Włochy          | 5     | (0,2,2,1,0) |  |
| 12   | Toni Pilotto         | Austria         | 5     | (1,1,1,0,2) |  |
| 13   | Gregor Pintar        | Jugosławia      | 3     | (0,0,0,2,1) |  |
| 14   | Nikołaj Manew        | Bułgaria        | 2     | (1,1,d,d,w) |  |
| 15   | Gianni Famari        | Włochy          | 1     | (d,0,1,0,0) |  |
| 16   | Rene Elzinga         | Holandia        | 1     | (d,0,0,0,1) |  |